# Ікусака (Наґано)
Ікуса́ка (яп. 生坂村, いくさかむら, МФА: [iku̥saka muɾa]) — село в Японії, в повіті Хіґасі-Тікума префектури Наґано. Станом на 1 квітня 2009 площа села становила 38,97 км². Станом на 1 липня 2011 населення села становило 1932 осіб.
36°25′31″ пн. ш. 137°55′39″ сх. д. / 36.425194444444° пн. ш. 137.92752777778° сх. д.

## Географія
Ікусака знаходиться в центрі префектури Нагано. В селі розташовані дамба Ікусака та дамба Тайра.

## Демографія
За даними японського перепису населення , кількість населення Ікусаки зменшувалась протягом останніх 50 років.

## Клімат
У селі клімат характеризується спекотним і вологим літом і холодною зимою (кліматична класифікація Кеппена Cfa) . Середньорічна температура в Ікусаці становить 11,5 ° C. Середньорічна кількість опадів становить 1148 мм з вереснем як найвологішим місяцем. Температури найвищі в середньому в серпні, близько 24,8 ° C, а найнижчі в січні, близько -1,1 ° C.

## Історія
Район сучасної Ікусаки входив до давньої провінції Сінано. Ця область була частиною володінь князівства Мацумото в період Едо. Село Ікусака було створено 1 квітня 1889 року шляхом встановлення сучасної муніципальної системи.

## Економіка
Економіка села базується на сільському господарстві, а тютюн є основною культурою.

## Освіта
В Ікусаці є одна державна початкова школа та одна середня загальноосвітня школа, якими керує сільська влада. У селі немає старшої школи.